# Liste der Landesstraßen in Hessen ab der L 3201
Diese Liste der Landesstraßen in Hessen ab der L 3201 ist eine Auflistung der Landesstraßen mit den führenden Ziffern 32, 33 und 34 im deutschen Land Hessen. Als Abkürzung für diese Landesstraßen dient der Buchstabe L. Die Zahl hinter dem L ist bei diesen Landesstraßen stets vierstellig.
Die Bundesautobahnen und Bundesstraßen werden gestalterisch hervorgehoben.

## Liste
Der Straßenverlauf wird in der Regel von Nord nach Süd und von West nach Ost angegeben.

### L 3201 ff.
| Nr.        | Verlauf |
| ---------- | --- |
| L 3201     | L 3333 in Gelnhausen – Haitz – Neuwirtheim – L 3194 in Wächtersbach |
| L 3202     | L 3333 in Gelnhausen – (– Abzweig zur L 2306 nach Altenhaßlau) – Lützelhausen – Bernbach – L 3269 – Somborn – L 3339 – L 3268 – Landesgrenze – (St 3202 in Bayern) |
| L 3203     | L 3460 in Bergshausen – Crumbach – L 3236 – Vollmarshausen – in Niederkaufungen |
| L 3204     | L 3057 – Rodheim vor der Höhe – L 3352 – in Wöllstadt |
| L 3205     | L 3003 in Bad Homburg vor der Höhe – L 3008 – L 3352 – Kloppenheim – Groß-Karben – L 3351 – Klein-Karben – Rendel – Niederdorfelden – L 3008 – L 3209 in Bischofsheim |
| L 3206     | L 3079 in Giesel – Neuhof bei Fulda – L 3181 (– Abzweig zur L 3206 über Niederkalbach) – / – Mittelkalbach – Oberkalbach – L 3207 – L 2304 in Heubach |
| L 3207     | – Döllbach – Uttrichshausen – L 3430 – L 2304 – Oberkalbach – L 3206 – Eichenried – Veitsteinbach – L 3329 – L 3341 – Gundhelm – Hinkelhof – Vollmerz – L 3180 in Sannerz |
| L 3208     | L 3253 in Baumbach – Braach – L 3336 – in Rotenburg an der Fulda |
| L 3209     | in Frankfurt-Bergen-Enkheim – Bischofsheim – L 3205 – L 3195/ – L 3268 – Hanau – L 3008 – – |
| L 3210     | in Hümme – L 3212 – Eberschütz – Lamerden – Ostheim – L 3213 – L 3211 – Liebenau – Haueda – Grimelsheim – Ersen – |
| L 3211     | L 3210 – Zwergen – Niedermeiser – L 3080 – L 3212 – Obermeiser – Hohenborn – Laar – Zierenberg – L 3214 – in Dörnberg |
| L 3212     | L 3210 in Hümme – Hofgeismar – L 3213 – – L 3080/L 3211 in Niedermeiser |
| L 3213     | L 3210 – L 3212 in Hofgeismar |
| L 3214     | in Calden – Flughafen Kassel-Calden – Ehrsten – Zierenberg – L 3211 – L 3220 – Oberelsungen – Nothfelden – L 3312 – L 3390 – Wolfhagen – Ippinghausen – Naumburg – L 3215 – Altendorf bei Naumburg – Züschen – L 3218 – Geismar – L 3383 – Fritzlar – – L 3150 |
| L 3215     | in Netze – Naumburg – L 3214 – Altenstädt – Balhorn – Martinhagen – L 3220 – Breitenbach bei Kassel – Hoof – L 3218 |
| L 3216     | in Wächtersbach – Aufenau – /L 3178 in Salmünster |
| L 3217     | in Mönchehof – Schloss Wilhelmsthal – Kammerberg – Heckershausen – Harleshausen – Schloss Wilhelmshöhe – Bad Wilhelmshöhe – L 3218 – Helleböhn – L 3219 – Niederzwehren – |
| L 3218     | L 3086 in Wega – L 3383 – Wellen – Züschen – L 3214 – Lohne – Gleichen – L 3220 – Metze – L 3221 – Besse – Großenritte – Altenbauna – L 3219 – Altenritte – L 3215 – – Brasselsberg – L 3298 – Bad Wilhelmshöhe – L 3217 – Kassel – L 3421 – |
| L 3219     | in Niederzwehren – L 3217 – Oberzwehren – L 3311 – Altenbauna – L 3473 – Altenritte – L 3218 – Großenritte – Ermetheis – Niedenstein – L 3220 in Wichdorf |
| L 3220     | L 3214 in Zierenberg – Bodenhausen – L 3390 – Ehlen – Breitenbach bei Kassel – L 3215 – Sand – Merxhausen – L 3219 – Wichdorf – L 3218 – Metze – L 3150 – Gudensberg – L 3221 – Maden – Niedervorschütz – Felsberg – L 3426 – L 3223 – in Gensungen |
| L 3221     | L 3220 in Gudensberg – L 3150 – – L 3218 – Besse – Holzhausen am Hahn – L 3316 – Grifte – / |
| L 3222     | in Deute – Neuenbrunslar – L 3426 – Altenbrunslar – L 3223 – Melgershausen – in Melsungen |
| L 3223 (1) | L 3150 in Großenenglis – Udenborn – ... Unterbrechung, siehe L 3223 (2) |
| L 3223 (2) | Unterbrechung, siehe L 3223 (1) ... in Gensungen – L 3220 – L 3222 |
| L 3224     | L 3149 in Lendorf – Mühlhausen – Homberg (Efze) – L 3149 – – L 3428 – L 3435 – Elfershausen – in Obermelsungen |
| L 3225 (1) | in Großalmerode – Rommerode – L 3299 – Friedrichsbrück – L 3400 – in Hessisch Lichtenau – ... Unterbrechung, siehe L 3225 (2) |
| L 3225 (2) | Unterbrechung, siehe L 3225 (1) ... in Spangenberg – Bergheim bei Spangenberg – Eubach – Altmorschen – Neumorschen – Wichte – L 3254 in Niederbeisheim |
| L 3226     | in Waldkappel – L 3227 – Friemen – Burghofen – Schemmern – Gehau – L 3249 – Dankerode – Seifertshausen – Erkshausen – Schwarzenhasel – in Lispenhausen |
| L 3227     | in Spangenberg – L 3249 – Pfieffe – Bischofferode – Hetzerode – Mäckelsdorf – L 3226 in Friemen |
| L 3228     | in Röhrenfurth – Unter-Empfershausen – Ober-Empfershausen – Eiterhagen – L 3236 – Quentel – in Fürstenhagen |
| L 3229     | in Hofgeismar – Carlsdorf – Udenhausen – L 3386 – L 3232 – in Veckerhagen |
| L 3232     | L 3229 – Holzhausen bei Immenhausen – L 3233 – Rothwesten – in Simmershausen |
| L 3233     | in Westuffeln – Friedrichsthal bei Grebenstein – Grebenstein – Immenhausen – L 3386 – Holzhausen bei Immenhausen – L 3232 – in Wilhelmshausen |
| L 3234     | in Harleshausen – Obervellmar – / – Frommershausen – L 3386 – Niedervellmar – in Ihringshausen |
| L 3235     | – Wolfsanger – in Wesertor |
| L 3236     | L 3460 in Bergshausen – Crumbach – L 3203 – Vollmarshausen – Wellerode – L 3460 – Wattenbach – L 3228 in Eiterhagen |
| L 3237     | / in Unterneustadt – L 562 – Bettenhausen – Heiligenrode – Landesgrenze – (L 563 in Niedersachsen) – Landesgrenze – Nieste – Landesgrenze – (L 563 in Niedersachsen) – Landesgrenze – Kleinalmerode – L 3401 – L 3389 – L 3238 in Witzenhausen |
| L 3238 (1) | in Marzhausen – Landesgrenze kurzzeitig am nördlichen Straßenrand – Hermannrode – Landesgrenze – (L 565 in Niedersachsen) – Landesgrenze – Hübenthal – Gertenbach – – L 3302 – L 3401 – Ermschwerd – Witzenhausen – L 3237 – ... Unterbrechung, siehe L 3238 (2) |
| L 3238 (2) | Unterbrechung, siehe L 3238 (1) ... – Uengsterode – Laudenbach – Velmeden – L 3241 – / |
| L 3239     | in Trubenhausen – Weißenbach – Dudenrode – L 3240 – Kammerbach – L 3301 – L 3422 – Bad Sooden-Allendorf – L 3466 – Landesgrenze – (Thüringen) |
| L 3240     | in Oberrieden – L 3301 – Hilgershausen – L 3239 |
| L 3241     | L 3238 in Velmeden – L 3249 – L 3242 – Vockerode – L 3334 – L 3243 – Abterode – L 3335 – Weidenhausen – / |
| L 3242     | L 3241 – L 3301 – Frankenhain – Frankershausen – L 3422 – L 3335 – |
| L 3243     | L 3241 in Abterode – Germerode – L 3334 – Vierbach – |
| L 3244 (1) | in Eschwege – L 3300 – Niederdünzebach – Aue bei Wanfried (– Abzweig zur in Wanfried) – Völkershausen ... Unterbrechung, siehe L 3244 (2) |
| L 3244 (2) | Unterbrechung, siehe L 3244 (1) ... Heldra – – Landesgrenze – (L 1019 in Thüringen) |
| L 3245     | in Röhrda – L 3424 – Weißenborn – Landesgrenze – (L 1019 in Thüringen) |
| L 3247     | in Netra – L 3423 – Altefeld – L 3251 in Herleshausen |
| L 3248     | – Wölfterode – Blankenbach – Richelsdorf – L 3250 – – L 3251 in Obersuhl |
| L 3249     | L 3241 in Hausen bei Hessisch Lichtenau – Küchen – Reichenbach – Wickersrode – L 3439 – Vockerode-Dinkelberg – L 3227 – Landefeld – L 3304 – Nausis – Herlefeld – L 3226 – Eltmannsee – L 3459 – Diemerode – Heyerode – Berneburg – Hornel – Weißenhasel – Nentershausen – L 3250 in Bauhaus bei Nentershausen |
| L 3250     | L 3251 – Iba – L 3249 – Bauhaus bei Nentershausen – Süß bei Nentershausen – L 3248 in Richelsdorf |
| L 3250a    | L 3248 – Landesgrenze – (L 1022 in Thüringen) |
| L 3251     | in Bebra – Weiterode – L 3250 – Ronshausen – – L 3069 – L 3306 – Landesgrenze zeitweise am südlichen Straßenrand – Bosserode – L 3251b – Obersuhl – L 3248 – Landesgrenze – (L 1021 in Thüringen) – Landesgrenze – Landesgrenze teilweise am südöstlichen und am südlichen Straßenrand – Wommen – L 3252 – L 3247 – Herleshausen – Abzweig zur – Abzweig nach Wartha (Thüringen) (bis zur Landesgrenze als L 3251 geführt) – Landesgrenze – (L 1017 in Thüringen) |
| L 3251a    | L 3306 – L 3251b in Kleinensee |
| L 3251b    | L 3306 – Hönebach – Landesgrenze – (L 2117 in Thüringen) – Landesgrenze – Kleinensee – L 3251a – Landesgrenze – (L 1021 in Thüringen) – Landesgrenze – L 3251 |
| L 3252     | / – L 3251 in Wommen |
| L 3253     | L 3304 in Hergershausen – – L 3208 – Sterkelshausen – L 3254 – Ersrode – Hainrode – L 3153 |
| L 3254     | in Holzhausen bei Homberg (Efze) – Welferode – L 3428 – Oberbeisheim – Niederbeisheim – L 3225 – Rengshausen – L 3465 – Hausen bei Rengshausen – Ersrode – L 3253 – Beenhausen – Niederthalhausen – Gerterode – Tann – Rohrbach – Reilos – |
| L 3255     | in Friedewald West – Friedewald Mitte – – L 3069 – Herfa – L 3306 – Wölfershausen – L 3306 – L 3172 in Heringen (Werra) |
| L 3256     | L 3086 am Edersee – Waldeck – L 3388 – |
| L 3257     | (L 3257 in Baden-Württemberg) – Landesgrenze – Gorxheimertal – Unter-Flockenbach – Trösel – L 535 in Unter-Abtsteinach |
| L 3258     | – Haselstein – Mittelaschenbach – Hofaschenbach – Morles – L 3176 – L 3174 – Hofbieber – L 3330 – Langenbieber – L 3379 – Dipperz – – Wisselsrod – Dietershausen – L 3377 – Weyhers – L 3307 – L 3458 – Ried bei Schmalnau – – Thalau – Altenhof – Landesgrenze – (St 3258 in Bayern) |
| L 3259     | in Neustadt im Odenwald – L 3106 – Lützel-Wiebelsbach – Seckmauern – L 3349 – Landesgrenze – (St 3259 in Bayern) |
| L 3260     | in Nieder-Kainsbach – Ober-Kainsbach – Ober-Mossau – Unter-Mossau – in Hüttenthal |
| L 3261     | L 3111 – L 3345 – Langwaden – L 3112 in Hähnlein |
| L 3262     | in Zeppelinheim – Buchschlag – Sprendlingen – in Langen |
| L 3263     | in Neustadt (Hessen) – Wasenberg – L 3145 – Ransbach – Loshausen – in Riebelsdorf |
| L 3264     | – Diedenbergen – in Hofheim am Taunus |
| L 3265     | in Weilbach – L 3366 – L 3011 – Hattersheim am Main – Frankfurt am Main – – L 3006 |
| L 3266     | in Königstein im Taunus – Bad Soden am Taunus – L 3015 – Sulzbach – L 3014 – – Frankfurt am Main – – L 3006 |
| L 3268 (1) | – L 3195 – Dörnigheim – L 3328 – Kesselstadt – L 3209 – L 3008 – in Hanau ... Unterbrechung, siehe L 3268 (2) |
| L 3268 (2) | Unterbrechung, siehe L 3268 (1) ... L 3195 in Bruchköbel – L 3193 – Langendiebach – Erlensee – Rückingen – L 3483 – Niederrodenbach – Oberrodenbach – L 3202 |
| L 3269     | L 3339 in Neuenhaßlau – Niedermittlau – L 3202 – Altenmittlau – L 3444 – Horbach – Landesgrenze zeitweise am östlichen Straßenrand – Landesgrenze – (St 3269 in Bayern) |
| L 3270     | L 3053 – Bodenrod – L 3353 – Michelbach bei Usingen – Eschbach – Usingen – Westerfeld – L 3350 – L 3041 in Neu-Anspach |
| L 3271     | L 3339 in Langenselbold – – L 3445 – L 3009 – L 3333 – Mittel-Gründau – Hain-Gründau – Breitenborn – L 3194 |
| L 3272     | L 3033 – Presberg – L 3454 – Stephanshausen – Johannisberg – 42a – in Geisenheim |
| L 3273     | in Neuhof – Engenhahn – Niederseelbach – Oberseelbach – L 3026 – Lenzhahn – L 3011/L 3023 in Heftrich |
| L 3274     | – Breithardt – L 3373 – Strinz-Margarethä – L 3032 – Niederlibbach – L 3470 – Oberlibbach – Görsroth – Niederauroff – Oberauroff – in Idstein |
| L 3275     | L 3032 in Hennethal – Strinz-Trinitatis – Limbach – Wallbach – L 3277 |
| L 3276     | L 3023 – Niederreifenberg – L 3025 – Oberreifenberg – L 3024 |
| L 3277     | L 3022 in Kirberg – Ohren – Beuerbach – L 3031 – Wallrabenstein – L 3275 – L 3026 in Wörsdorf |
| L 3278     | (L 321 in Rheinland-Pfalz) – Landesgrenze – Wilsenroth – Frickhofen – L 3046 – L 3279 – Niederzeuzheim – L 3462 – – Steinbach – L 3022 – Hintermeilingen – Lahr – L 3046/L 3109 |
| L 3279     | (L 316 in Rheinland-Pfalz) – Landesgrenze – Dorndorf – L 3278 in Frickhofen |
| L 3280     | in Langendernbach – Hausen – L 3046 in Fussingen |
| L 3281     | (L 298 in Rheinland-Pfalz) – Landesgrenze – Mengerskirchen – L 3046 – Winkels – Probbach – L 3046 – L 3453 – L 3020 in Löhnberg |
| L 3282     | L 3046 in Beilstein – Holzhausen – L 3324 – Greifenthal – in Katzenfurt |
| L 3283     | L 3020 – – Solms – L 3451 – Oberndorf – Bonbaden – Neukirchen – L 3053 |
| L 3284     | L 3053 in Nauborn – Niederwetz – Oberquembach – L 3054 – L 3053 in Kröffelbach |
| L 3285     | L 3053 in Wetzlar – Naunheim – Waldgirmes – L 3286 – Atzbach – L 3020 – – L 3451 in Dutenhofen |
| L 3286     | L 3285 in Waldgirmes – Rodheim-Bieber – L 3474 – L 3045 – L 3047 |
| L 3287     | L 3053/L 3376 – Mudersbach – L 3052 – Niederweidbach – Roßbach – Wilsbach – L 3047 |
| L 3288     | L 3042 in Frechenhausen – Bottenhorn – L 3049 – Rachelshausen – Runzhausen – Bellnhausen – Sinkershausen – Weitershausen – L 3387 – Dilschhausen – L 3092 in Caldern |
| L 3289     | L 3088 – Schröck – L 3048 – Roßdorf – Mardorf – Erfurtshausen – Haarhausen – L 3126 in Gontershausen |
| L 3290     | L 3071 – Erksdorf – Stadtallendorf – Niederklein – – L 3073 in Schweinsberg |
| L 3291     | in Schotten – Rudingshain – L 3325/L 3139 – L 3338 – L 3305 – Hoherodskopf |
| L 3292     | L 3181 in Weidenau – Reinhards – Hintersteinau – Wallroth – – L 3372 – L 3180 in Schlüchtern |
| L 3293     | L 3176 in Gotthards – L 3174 |
| L 3294     | L 3157 in Hausen – Ibra – Machtlos – in Breitenbach am Herzberg |
| L 3295     | – Hattendorf – Elbenrod – L 3157 in Berfa |
| L 3296     | L 3155 – L 3245 – Dodenhausen – Haddenberg – Bergfreiheit – |
| L 3297     | (L 549 in Nordrhein-Westfalen) – Landesgrenze – Vasbeck – L 3078 – Gembeck – Mühlhausen – in Berndorf |
| L 3298     | in Ehlen – L 3218 in Bad Wilhelmshöhe |
| L 3299     | L 3225 in Rommerode – Walburg – / |
| L 3300     | L 3244 – Oberdünzebach – Weißenborn – L 3245 – Rambach – in Rittmannshausen |

### L 3301 ff.
| Nr.        | Verlauf |
| ---------- | --- |
| L 3301     | L 3240 – Kammerbach – L 3239 – L 3242 |
| L 3302     | Landesgrenze – Ziegenhagen – L 3238 |
| L 3303     | in Büttelborn – Griesheim – – L 3097 – Pfungstadt – – L 3103 – in Bickenbach |
| L 3304     | L 3249 in Landefeld – Metzebach – Obergude – Niedergude – Erdpenhausen – Hergershausen – L 3253 – |
| L 3305     | L 3291 am Hoherodskopf – L 3140 in Ilbeshausen-Hochwaldhausen |
| L 3306     | L 3069/L 3251 in Hönebach – L 3251b – L 3251a – Bengendorf – L 3255 – Wölfershausen (– Abzweig zur L 3255 in Wölfershausen Nord) – L 3172 in Lengers |
| L 3307     | / in Bronnzell – Eichenzell – L 3079 – – Welkers – Rönshausen – Lütter – L 3458 – Weyhers – L 3258 – Poppenhausen (Wasserkuppe) – L 3330 – Tränkhof – Sieblos – L 3068 in Abtsroda |
| L 3308     | L 3309 in Großkrotzenburg – in Hanau/Wolfgang |
| L 3309     | in Hanau – Großauheim – Großkrotzenburg – L 3308 – Staatsgrenze – (St 3309 in Bayern) |
| L 3311     | L 3219 in Altenbauna – in Rengershausen |
| L 3312     | (L 955 in Nordrhein-Westfalen) – Landesgrenze – Wettesingen – Breuna – L 3080 – – Niederelsungen – Nothfelden – L 3214 – Altenhasungen – L 3390 – / in Istha |
| L 3314     | L 3195 in Hitzkirchen – Helfersdorf – Streitberg – Spielberg – L 3194 in Wittgenborn |
| L 3316     | in Hertingshausen – L 3221 – Grifte – Haldorf – in Dissen |
| L 3317     | L 3094 in Messel – L 3097 – Offenthal – Götzenhain – Sprendlingen – Neu-Isenburg – L 3117 – |
| L 3318     | in Zipfen – Hassenroth – Hummetroth – L 3106 – Ober-Kinzig – Mittel-Kinzig – Nieder-Kinzig – Etzen-Gesäß – Bad König – Kimbach – L 3349 – Vielbrunn – Landesgrenze – (MIL 6 im Landkreis Miltenberg, Bayern) |
| L 3319     | L 3011 – Schloßborn – L 3016 – |
| L 3320     | 42a – Hattenheim – L 3035 in Kiedrich |
| L 3321     | L 3031 in Laufenselden – |
| L 3322     | in Obertiefenbach – Schupbach – L 3452 – Gaudernbach – Hasselbach – L 3020 |
| L 3323     | L 3025 – L 3452 – L 3063 in Aumenau |
| L 3324     | L 3282 in Holzhausen – Ulm – Allendorf – L 3020 in Biskirchen |
| L 3325     | L 3146/L 3072 in Bernsfeld – Nieder-Ohmen – Merlau – Ilsdorf – Groß-Eichen – Höckersdorf – Bobenhausen II – L 3166 – Kölzenhain – Feldkrücken – L 3139/L 3291 |
| L 3326     | L 3070 – Köddingen – L 3162 in Helpershain |
| L 3327     | /in Königstein im Taunus – Mammolshain – L 3005 |
| L 3328     | L 3268 in Dörnigheim – Kesselstadt – Hanau – |
| L 3329     | L 3179 in Steinau an der Straße – Niederzell – L 3372 – Schlüchtern – L 3180 – Elm – Hutten – L 3207 |
| L 3330     | L 3258 in Langenbieber – Schackau – L 3379 – Kleinsassen – Wolferts – – Poppenhausen (Wasserkuppe) – L 3307 – Gackenhof – |
| L 3331     | in Oberdieten – Oberhörlen – Niederhörlen – L 3042/L 3049 in Niedereisenhausen |
| L 3332     | L 3073 – – Allendorf bei Frankenau – Frebershausen – Gellershausen – Kleinern – in Giflitz |
| L 3333     | L 3271 – Niedergründau – Lieblos – Roth bei Gelnhausen – Gelnhausen – L 3202 – L 3201 – – Höchst bei Gelnhausen – in Wirtheim |
| L 3334     | L 3241 in Vockerode – Germerode (– Abzweig zur L 3243 in Germerode Nordost) – Rodebach – in Harmuthsachsen |
| L 3335     | L 3242 – L 3241 in Abterode |
| L 3336     | L 3254 – Wüstefeld – Mündershausen – L 3208 in Rotenburg an der Fulda |
| L 3337     | L 3021 – Haintchen – L 3449 – Hasselbach – L 3030 |
| L 3338     | L 3291 – Breungeshain – Sichenhausen – Herchenhain – in Hartmannshain |
| L 3339     | L 3271 in Langenselbold – Neuenhaßlau – L 3269 – Gondsroth – Somborn – L 3202 – Neuses – L 3444 – Landesgrenze – (St 3339 in Bayern) |
| L 3340     | in Schrecksbach – L 3156 – Immichenhain – Ottrau – L 3157 – L 3161 – |
| L 3341     | L 3170 in Bodes – Fischbach – Erdmannrode – Wüstfeld – Konrode – L 3171 in Schenklengsfeld |
| L 3342     | L 3073 – Schiffelbach – Heimbach – Lischeid – Mengsberg – in Wiera |
| L 3343     | L 3073 in Schweinsberg – Dannenrod – Appenrod – L 3157 – Maulbach – L 3071 |
| L 3344     | L 3070 in Ruhlkirchen – L 3145 |
| L 3345     | L 3261 – Schwanheim – in Bensheim |
| L 3346     | in Weschnitz – Hammelbach – L 3105 in Wahlen (Odenwald) |
| L 3347     | L 3189 in Rommelhausen – Ostheim – L 3009 – in Roßdorf |
| L 3348     | – L 3183 in Wingershausen |
| L 3349     | L 3259 in Seckmauern – Haingrund – L 3106 – L 3318 – |
| L 3351     | in Dorheim – Friedberg (Hessen) – Bruchenbrücken – L 3187 – – Ilbenstadt – Burg-Gräfenrode – L 3205 in Groß-Karben |
| L 3352     | in Nieder-Rosbach – Rodheim vor der Höhe – L 3204 – L 3415 – Petterweil – L 3205 |
| L 3353     | L 3270 in Bodenrod – Münster bei Butzbach – L 3056 in Fauerbach vor der Höhe |
| L 3354     | in Langsdorf – Bettenhausen – Bellersheim – L 3131 – Obbornhofen – Wohnbach – L 3136 – in Wölfersheim |
| L 3355     | L 3129 in Reiskirchen – Hattenrod – /L 3481 in Lich |
| L 3356     | in Staufenberg – L 3059 – Daubringen – L 3146 – L 3128 in Alten-Buseck |
| L 3357     | L 3129 in Bersrod – Reinhardshain – L 3127 in Beltershain |
| L 3358     | L 3131 in Garbenteich – in Lich |
| L 3359     | L 3020 in Heuchelheim – L 3451 |
| L 3360     | L 3451 in Wetzlar – Rechtenbach – L 3054 – L 3133 – Hochelheim – L 3129 – L 3475 in Langgöns |
| L 3361     | in Biebesheim am Rhein – |
| L 3362     | in Dillenburg – Nanzenbach – L 3043 |
| L 3363     | L 3042 in Oberscheld – L 3050 |
| L 3364     | L 1551 in Langendernbach – L 3046 in Frickhofen |
| L 3365     | L 3022 in Niederbrechen – L 3063 in Villmar |
| L 3366     | in Weilbach – L 3265 – L 3006 in Eddersheim |
| L 3367     | L 3005 in Niederhöchstadt – L 3006 in Steinbach (Taunus) |
| L 3368     | L 3017 in Wallau – L 3039 – Langenhain – L 3018 – L 3011 in Lorsbach |
| L 3369     | L 3016 in Ruppertshain – in Königstein im Taunus |
| L 3370     | L 3281 in Probbach – Barig-Selbenhausen – L 3453 – L 3109 in Merenberg |
| L 3371     | L 3180 in Sterbfritz – Breunings – Neuengronau – L 2304 in Altengronau |
| L 3372 (1) | L 3141 – Kautz – L 3292 ... Unterbrechung, siehe L 3372 (2) |
| L 3372 (2) | Unterbrechung, siehe L 3372 (1) ... L 3329 in Niederzell – Bellings – L 3196 |
| L 3373     | in Michelbach – Holzhausen über Aar – Breithardt – L 3274 – Steckenroth – L 3032 |
| L 3374     | L 3033 – Langenseifen – in Bad Schwalbach |
| L 3375     | L 3063 in Heinzenberg – Mönstadt – in Grävenwiesbach |
| L 3376     | L 3053 in Hermannstein – Aßlar – Bechlingen – Oberlemp – L 3052 – Bermoll – Großaltenstädten – L 3053 – L 3287 – Erda – L 3047 in Frankenbach |
| L 3377     | in Fulda – L 3418 – L 3174 – – L 3418 – Künzell – Dirlos – L 3429 – Dietershausen – L 3258 – in Friesenhausen |
| L 3378     | L 3169 – Schlotzau – L 3433 – L 3176 – Michelsrombach – – L 3079/L 3139 in Lehnerz |
| L 3379     | L 3174/L 3429 in Margretenhaun – Armenhof – L 3258 – L 3330 – Kleinsassen – Oberbernhards – Dörmbach – L 3068 – Liebhards – L 3176 in Eckweisbach |
| L 3380     | – Steinbach bei Burghaun – Körnbach – L 3431 – L 3171 – Eiterfeld – L 3170 – Ufhausen – L 3173 |
| L 3381     | L 3091 in Wetter (Hessen) – Goßfelden – Wehrda – Marburg – L 3092 – L 3089 |
| L 3382     | L 3090 in Holzhausen bei Hatzfeld – Reddighausen – Dodenau – Kröge – L 3478 – in Battenfeld |
| L 3383     | L 3086 in Affoldern – – Lieschensruh – Bergheim – Wellen – L 3218 – L 3214 in Geismar |
| L 3384     | L 3149 in Borken – Pfaffenhausen – L 3152 – Freudenthal – L 3148 – Roppershain – Lützelwig – Sondheim – Waßmuthshausen – Rodemann – Allmuthshausen – Steindorf – Hülsa – Hergetsfeld – L 3154 in Appenfeld |
| L 3385     | L 3145 in Elnrode-Strang – L 3067 in Schlierbach |
| L 3386     | L 3229 – Mariendorf – Immenhausen – L 3233 – Hohenkirchen – Frommershausen – L 3234 – Warteberg – in Nord-Holland |
| L 3387     | L 3288 in Weitershausen – Nesselbrunn – Hermershausen – Haddamshausen – Niederweimar – |
| L 3388     | – L 3256 in Waldeck |
| L 3389     | L 3237 – Roßbach – Dohrenbach – |
| L 3390     | L 3214 – Altenhasungen – L 3312 – Wenigenhasungen – L 3220 – in Dörnberg |
| L 3391     | L 3044 in Rabenscheid – Waldaubach – / |
| L 3392     | L 561 in Lippoldsberg – Vernawahlshausen – Landesgrenze – (L 534 in Niedersachsen) |
| L 3393     | (L 800 in Nordrhein-Westfalen) – Landesgrenze – Itter – Landesgrenze – (L 800 in Nordrhein-Westfalen) – Landesgrenze – Abschnitt ohne eine klassifizierte Straßenverbindung – Landesgrenze – (L 800 in Nordrhein-Westfalen) – Landesgrenze – Abschnitt ohne eine Straßenverbindung – Landesgrenze – (L 800 in Nordrhein-Westfalen) – Landesgrenze – Schwalefeld – in Willingen |
| L 3395     | in Wüstensachsen – Staatsgrenze – (St 2266 in Bayern) |
| L 3396     | in Gersfeld (Rhön) – Staatsgrenze – (St 3396 in Bayern) |
| L 3397     | (L 337 in Rheinland-Pfalz) – Landesgrenze – Ransel – Landesgrenze – L 3033 in Lorch |
| L 3398     | L 3111 in Hüttenfeld – Heppenheim – |
| L 3399     | L 3102 in Lützelbach – Neunkirchen – Winterkasten – |
| L 3400     | in Helsa – L 3225 in Friedrichsbrück |

### L 3401 ff.
| Nr.        | Verlauf |
| ---------- | --- |
| L 3401     | L 3238 in Ermschwerd – Hubenrode – L 3237 in Kleinalmerode |
| L 3403     | L 3424 in Hitzelrode – Motzenrode – Jestädt – Niederhone – Oberhone – |
| L 3405     | L 3001 in Offenbach am Main – L 3117 in Heusenstamm |
| L 3407     | L 3166 in Wohnfeld – L 3167 in Altenhain |
| L 3408     | (L 3408 in Baden-Württemberg) – Landesgrenze – Birkenau – (Abzweig zur in Reisen (nördliche Strecke)) – Löhrbach – L 535 in Ober-Abtsteinach (südliche Strecke) |
| L 3409     | in Zotzenbach – Stallenkandel – Kreidacher Höhe L 3120 |
| L 3410     | L 3119 in Beerfelden – Rothenberg – Kortelshütte – L 3119 |
| L 3411     | L 3261 in Hofheim im Ried – Bobstadt – in Bürstadt |
| L 3412     | – L 3188 in Gettenau |
| L 3413     | L 3114 in Spachbrücken – Groß-Umstadt – – L 3065 – Raibach – Dorndiel – Wald-Amorbach – in Hainstadt |
| L 3414     | – Langenbrombach – in Zell im Odenwald |
| L 3415     | L 3057 in Burgholzhausen vor der Höhe – L 3352 |
| L 3416     | / – L 3065 in Hainstadt |
| L 3417     | L 3143 in Fulda – – L 3377 – /L 3418 in Südend |
| L 3418     | L 3139 – L 3079 – – L 3417 – Südend – Edelzell (– Abzweig zur L 3377 in Fulda) – Künzell – L 3377 – Fulda – L 3174 – – Petersberg – L 3419 – L 3079 in Lehnerz |
| L 3419     | L 3143 in Fulda – – L 3418 in Petersberg |
| L 3420     | in Harleshausen – Kassel – L 3421 – |
| L 3421     | L 3420 in Kassel – L 3218 – in Kassel |
| L 3422     | L 3382 – Orferode – L 3242 in Frankershausen |
| L 3423     | L 3247 – Holzhausen bei Herleshausen – in Nesselröden |
| L 3424     | L 3403 in Hitzelrode – Neuerode – Grebendorf – – L 3244 – – Eschwege – Langenhain – L 3245 |
| L 3425     | L 3296 in Dodenhausen – Schönstein – Schönau bei Gilserberg – |
| L 3426     | L 3150 in Fritzlar – Obermöllrich – Cappel – Niedermöllrich – Lohre – Felsberg – L 3220 – Böddiger – L 3222 in Neuenbrunslar |
| L 3427     | in Rhünda – Helmshausen – L 3149 in Mosheim |
| L 3428     | L 3224 – Ostheim – Sipperhausen – L 3254 in Oberbeisheim |
| L 3429     | – Marbach bei Petersberg – Steinau bei Petersberg – Steinhaus bei Petersberg – Melzdorf – L 3174 – Margretenhaun – L 3379 – Böckels (– Abzweig zur ) – Wissels – L 3377 in Dirlos                                                                                                   |
| L 3430     | L 3307 in Eichenzell – Kerzell – Hattenhof – Büchenberg – Zillbach – L 3207 – Uttrichshausen – L 2304 – Staatsgrenze – (St 2432 in Bayern) |
| L 3431     | in Asbach – Kohlhausen – Roßbach bei Kerspenhausen – L 3432 – Hilperhausen – Holzheim bei Rhina – Neukirchen bei Rhina Nord (– Abzweig zur in Neukirchen bei Rhina Nordost) – Neukirchen bei Rhina Mitte (– Abzweig nach Rhina Ost) – Oberstoppel – Dittlofrod – L 3380 in Körnbach |
| L 3432     | L 3431 in Roßbach bei Kerspenhausen – Kerspenhausen – L 3471 in Mengshausen |
| L 3433     | L 3378 – in Burghaun |
| L 3435     | – Beuern – Hilgershausen – L 3224 – Elfershausen – in Obermelsungen |
| L 3436     | in Usseln – Landesgrenze – (L 854 in Nordrhein-Westfalen) |
| L 3437     | in Bömighausen – Alleringhausen – L 3083 |
| L 3438     | L 3081 in Wrexen – Orpethal – L 3198 |
| L 3439     | in Retterode – L 3249 in Wickersrode |
| L 3440     | L 3006 in Frankfurt am Main – – L 3005 – L 3004 |
| L 3441     | L 3038 in Georgenborn – in Wiesbaden |
| L 3442     | L 3044 in Rodenbach – Fellerdilln – Dillbrecht – Offdilln – L 3044 in Weidelbach |
| L 3443     | L 3195 in Hitzkirchen – Neuenschmidten – Hellstein – Udenhain – L 3196 in Katholisch-Willenroth |
| L 3444     | L 3339 in Neuses – L 3269 – Horbach – Waldrode – L 2306 |
| L 3445     | L 3195 in Rüdigheim – Ravolzhausen – – L 3193 – L 3271/L 3339 in Langenselbold |
| L 3447     | (L 325 in Rheinland-Pfalz) – Landesgrenze – Landesgrenze – (L 325 in Rheinland-Pfalz) – Landesgrenze – in Limburg an der Lahn |
| L 3448     | L 3063 in Dehrn – Eschhofen – L 3020 – Lindenholzhausen – |
| L 3449     | in Niederselters – L 3337 in Haintchen |
| L 3450     | in Niederems – Wüstems – L 3023 in Oberems |
| L 3451     | L 3025 in Edelsberg – Braunfels – L 3052 – Oberndorf – L 3283 – Albshausen – Steindorf – Wetzlar – L 3053 – L 3360 – – Dutenhofen – L 3285 – L 3475 in Kleinlinden |
| L 3452     | L 3322 – L 3020 – Wirbelau – Gräveneck – L 3323 |
| L 3453     | L 3370 in Barig-Selbenhausen – L 3281 |
| L 3454     | L 3272 – L 3034 |
| L 3455     | L 3031 in Laufenselden – Huppert – Kemel – Springen – L 3033 |
| L 3456     | – Heimbach – in Bad Schwalbach |
| L 3457     | in Grävenwiesbach – Naunstadt – L 3063 – Laubach – Niederlauken – Oberlauken – in Altweilnau |
| L 3458     | L 3307 in Lütter – Ried – L 3258 – in Schmalnau |
| L 3459     | L 3249 in Eltmannsee – Thurnhosbach – Stadthosbach – Kirchhosbach – in Bischhausen |
| L 3460     | / in Kassel – Bergshausen – L 3236 – L 3203 – Dörnhagen – L 3124 – – Wollrode – Wattenbach – L 3236 – Sankt Ottilien – in Eschenstruth |
| L 3461     | L 3044 in Driedorf – Roth – in Heiligenborn |
| L 3462     | L 3278 – Hadamar – in Elz |
| L 3464     | in Witzenhausen – Wendershausen – |
| L 3465     | / in Remsfeld – L 3254 in Rengshausen |
| L 3466     | (L 1003 in Thüringen) – Landesgrenze – L 3239 in Bad Sooden-Allendorf |
| L 3467     | (L 1007 in Thüringen) – Landesgrenze – in Frieda |
| L 3468     | (L 564 in Niedersachsen) – Landesgrenze – Landesgrenze kurzzeitig am westlichen Straßenrand – Abschnitt ohne eine klassifizierte Straßenverbindung – Landesgrenze – (L 564 in Niedersachsen)                                                                                        |
| L 3469     | (L 1072 in Thüringen) – Landesgrenze – Neuseesen – Werleshausen – |
| L 3470     | L 3274 in Niederlibbach – Hambach – Orlen – Wehen – |
| L 3471     | / in Niederaula – Mengshausen – L 3432 – Solms bei Niederaula – Wetzlos – Schletzenrod – Wehrda – |
| L 3473     | L 3219 in Altenbauna – in Kirchbauna |
| L 3474     | L 3053 – Königsberg – L 3286 in Rodheim-Bieber |
| L 3475     | L 3356 in Staufenberg – L 3059 – Lollar – L 3146// – L 3128 – Gießen – L 3130 – L 3020 – – Kleinlinden – L 3451 – L 3054 – – Großen-Linden – L 3129 – Langgöns – L 3360 – L 3133 |
| L 3476     | in Seiferts – L 163 – Staatsgrenze – (St 2287 in Bayern) |
| L 3477     | in Wembach-Hahn – L 3106 in Groß-Bieberau |
| L 3478     | L 3382 in Kröge – Battenberg – |
| L 3481     | /L 3355 in Lich – Nieder-Bessingen – Ober-Bessingen – Münster – L 3007 – Wetterfeld – Laubach – L 3137 – |
| L 3482 (1) | in Wiesbaden – Mainz-Amöneburg – in Mainz-Kastel ... Unterbrechung, siehe L 3482 (2) |
| L 3482 (2) | Unterbrechung, siehe L 3482 (1) ... in Gustavsburg – Bischofsheim – – L 3012 – L 3040 in Nauheim |
| L 3483     | in Wolfgang bei Hanau – – L 3268 in Niederrodenbach |